# ترايمبيوتين
ترايمبيوتين (بالإنجليزية: Trimebutine)‏ ويعرف بالأسماء التجارية ترايتون (بالإنجليزية: Tritone)‏ هو دواء يساعد على تنظيم حركة الأمعاء،  ويستخدم لعلاج أعراض متلازمة القولون العصبي (القولون التشنجي)، ويمكن استخدامه بعد جراحة في الامعاء. 